# Šime Balen
Šime Balen (Jablanac, kraj Senja, 7. veljače 1912. – Zagreb, 16. ožujka 2004.), hrvatski novinar, političar, publicist, putopisac i prevoditelj. Za vrijeme života bio je suprugom Mariji Balen rođ. Bevandić. Kći mu je Vjera Balen-Heidl, urednica na HTV-u i književna prevoditeljica.

## Životopis
Na Sušaku je maturirao na Trgovačkoj akademiji te potom upisao Ekonomsko-komercijalnu visoku školu u Zagrebu. Kao hrvatski nacionalist uhićen je početkom tridesetih godina te naposljetku osuđen. Sudjelovao u prosvjedima omladine protiv Šestosiječanjske diktature, te je bio uhićen i osuđen više puta. U KPJ je ušao 1935. ili 1936. (dok je bio u zatvoru). Iz zatvora je izišao 1936. godine.
Treći je glavni urednik Vjesnika, 1943. – 1945., čijim je bio suosnivačem.
Balen je bio članom Inicijativnoga odbora Zemaljskoga antifašističkoga vijeća narodnoga oslobođenja Hrvatske, kao i članom tročlanoga Tajništva Inicijativnoga odbora. Bio je i vijećnikom AVNOJ-a i ZAVNOH-a. Po kraju rata zastupnik je u Saboru NR Hrvatske i Privremenoj narodnoj skupštini DFJ, član delegacije FNRJ u UN-u i na zasjedanju UNESCO-a, te predstavnik za tisak u veleposlanstvu FNRJ u Washingtonu.
Balen je isključen iz Komunističke partije Jugoslavije 1948. godine zbog protivljenja progonu Andrije Hebranga.
Po povratku iz SAD-a postaje direktor Tanjuga (1947. – 1948). Bio je i glavnim urednikom u Matici iseljenika Hrvatske. Od 1962. direktor je Nakladnog zavoda »Znanje« do umirovljenja 1966. Bio je počasnim predsjednikom Hrvatske demokratske zajednice (17. lipnja 1989. – 24./25. veljače 1990.).

## Djela
- "Staniša Opsenica", 1944.
- "Istra u narodnooslobodilačkoj borbi", 1945.
- "Lipovac", 1947.
- "Pavelić", 1952.
- "Inicijativni odbor ZAVNOH-a", 1969.
- "Na zelenim kupolama Zečjaka", 1977.
- "Jablanac (1179. – 1979.) Povijesna skica prigodom 800. obljetnice", 1979.
- "Izgubljeni na Velebitu", 1980.
- "Velebit se nadvio nad more", putopisni zapisi s planine, 1985.
- "Sveta laž", 1991.
- "Prva sjećanja: Panos – rat, glad, prevrat, seoba ", 1993.

Prevodio je s engleskog (Williama Faulknera, Ernesta Hemingwaya, Erskinea Caldwella, Franka Norrisa, Francisa Scotta Fitzgeralda, Benjamina Franklina i ost.). Bavio se je i zagonetaštvom, a objavljivao je u Zagonetci.
Dubravko Horvatić ga je uvrstio u svoju antologiju Hrvatski putopis : od XVI. stoljeća do danas, a Željko Poljak u antologiju Hrvatska planinarska književnost.

## Nagrade (izbor)
- Partizanska spomenica 1941.
- Plaketa za životno djelo Društva prevoditelja
- nagrada HND-a "Milan Grlović"
- "Vjesnikova" zlatna plaketa (dvaput)